# 前岗古文化遗址
前岗古文化遗址，是江苏省南京市的一处新石器时代古遗址，位于江宁区湖熟镇耀华村，1982年入选南京市文物保护单位。1951年，南京博物院组织考古队对包括前岗在内的多处湖熟文化遗址进行了初步考古发掘。